# USS Blue (DD-387)
USS Blue (DD-387) là một tàu khu trục lớp Bagley được Hải quân Hoa Kỳ chế tạo vào giữa những năm 1930. Nó là chiếc tàu chiến đầu tiên của Hải quân Hoa Kỳ được đặt cái tên USS Blue, và là chiếc duy nhất được đặt theo Chuẩn đô đốc Victor Blue (1865–1928), người từng tham gia cuộc Chiến tranh Tây Ban Nha-Hoa Kỳ và Chiến tranh Thế giới thứ nhất. Blue đã phục vụ trong Chiến tranh Thế giới thứ hai tại Mặt trận Thái Bình Dương cho đến khi bị hư hại nặng do trúng ngư lôi đối phương tại Guadalcanal, và buộc phải đánh đắm vào năm 1942.

## Thiết kế và chế tạo
Blue được đặt lườn tại Xưởng hải quân Norfolk ở Portsmouth, Virginia vào ngày 25 tháng 9 năm 1935. Nó được hạ thủy vào ngày 27 tháng 5 năm 1937; được đỡ đầu bởi cô Kate Lilly Blue, em gái Chuẩn đô đốc Blue; và được đưa ra hoạt động vào ngày 14 tháng 8 năm 1937 dưới quyền chỉ huy của Hạm trưởng, Thiếu tá Hải quân J. Wright.

## Lịch sử hoạt động

### Trước chiến tranh
Sau khi trải qua năm đầu tiên chạy thử máy và huấn luyện dọc theo vùng bờ Đông và vùng biển Caribe, Blue lên đường đi sang khu vực Thái Bình Dương vào tháng 8 năm 1938 để phục vụ như là soái hạm của Đội khu trục 7 trực thuộc Hạm đội Chiến trận. Nó tập trận cùng với Hạm đội Chiến trận tại vùng bờ Tây Cho đến tháng 4 năm 1940, khi nó cùng đội của nó đi đến Trân Châu Cảng. Ngoại trừ một giai đoạn đại tu tại Xưởng hải quân Puget Sound trong tháng 2 và tháng 3 năm 1941 cùng một đợt thực hành ngoài khơi San Diego, California trong tháng 4, nó tiếp tục đặt căn cứ tại Trân Châu Cảng cho đến khi chiến tranh nổ ra, đảm nhiệm vai trò soái hạm của Đội khu trục 7 thuộc Hải đội Khu trục 4.

### Thế Chiến II

#### Trân Châu Cảng
Khi Hải quân Nhật bất ngờ tấn công Trân Châu Cảng vào sáng ngày 7 tháng 12 năm 1941, Blue vẫn đang neo đậu trong cảng, nhưng đã xoay xở lên đường tiến ra khơi chỉ với bốn Thiếu úy Hải quân trên tàu. Nó phục vụ tuần tra ngoài khơi ở những lối tiếp cận Trân Châu Cảng trong tháng 12 năm 1941 và tháng 1 năm 1942.

#### 1942
Blue gia nhập cùng tàu sân bay Enterprise cho các cuộc không kích xuống các đảo san hô Wotje, Maloelap, Kwajalein thuộc quần đảo Marshall vào ngày 1 tháng 2 năm 1942, và xuống đảo Wake vào ngày 24 tháng 2. Trong giai đoạn từ tháng 3 đến tháng 6 năm 1942, nó hộ tống các đoàn tàu vận tải đi lại giữa Trân Châu Cảng và San Francisco, rồi khởi hành đi Wellington, New Zealand, đến nơi vào ngày 18 tháng 7.
Blue gia nhập Đội đặc nhiệm 62.2 để tham gia trận Guadalcanal vào ngày 7 tháng 8, làm nhiệm vụ bắn phá và hỗ trợ hỏa lực. Cho dù đã có mặt tại chỗ, nó đã không tham gia Trận chiến đảo Savo vào ngày 9 tháng 8, nhưng đã giúp cứu vớt những người sống sót của chiếc tàu tuần dương hạng nặng Australia HMAS Canberra vốn bị hư hại nặng trong trận chiến. Sau khi tuần tra ngoài khơi Nouméa, New Caledonia từ ngày 13 đến ngày 17 tháng 8, chiếc tàu khu trục quay trở lại Guadalcanal, đến nơi vào ngày 21 tháng 8. Lúc 03 giờ 59 phút ngày 22 tháng 8, đang khi tuần tra trong eo biển Đáy sắt, nó trúng ngư lôi phóng từ tàu khu trục Nhật Kawakaze. Vụ nổ đã làm hỏng động cơ, trục chân vịt và bánh lái, cũng như làm thiệt mạng chín người và làm bị thương 21 người khác. Trong các ngày 22 và 23 tháng 8, các nỗ lực nhằm kéo nó quay trở về Tulagi đã không thành công; và chiếc tàu khu trục bị đánh đắm lúc 22 giờ 21 phút ngày 23 tháng 8 năm 1942, sau khi các nỗ lực cứu nó thất bại.

## Phần thưởng
Blue được tặng thưởng năm Ngôi sao Chiến trận do thành tích phục vụ trong Chiến tranh Thế giới thứ hai.